# تل مركزي
التل المركزي هو سمة طبوغرافية نموذجية للحفر النيزكية الكبرى. يقع التل المركزي، كما يوحي اسمه، في وسط مثل هذه الحفر تقريبا. وينشأ من جراء رد فعل قعر الحفرة بعد لحظات من تأثير ارتطام النيزك. يتشكل التل المركزي في مختلف الحفر اعتمادا على طبيعة الأرض، وعلى طاقة الارتطام وجاذبية الجرم السماوي المعني، فعلى سطح القمر مثلا يتشكل التل المركزي في حفر اوسع من حوالي 20 كم. وفي حفرة كوبرنيكوس التي يبلغ قطرها 93 كلم تشكل أكثر من تل مركزي واحد، يرتفع بعضعها إلى علو 1200 متر فوق قاع الحفرة.

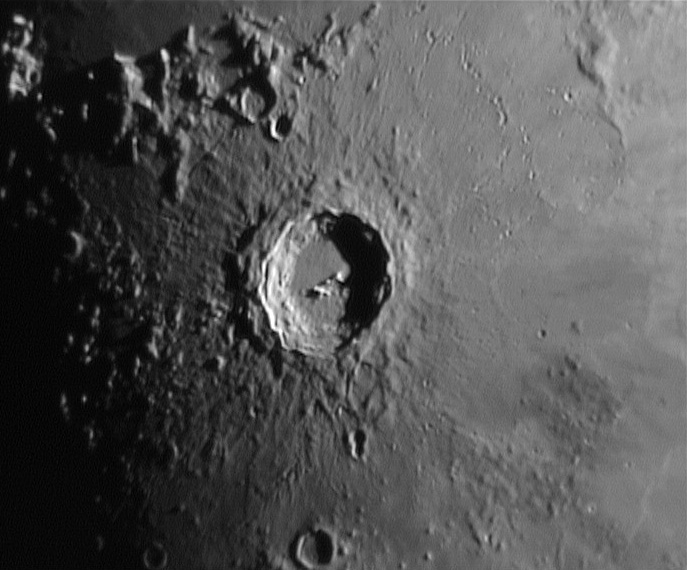
حفرة كوبرنيكوس القمرية مع مجموعة من التلال المركزية
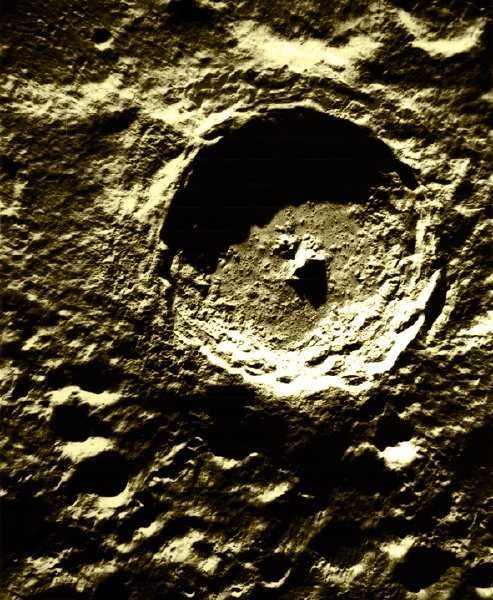
حفرة تايكو على القمر مع تل مركزي
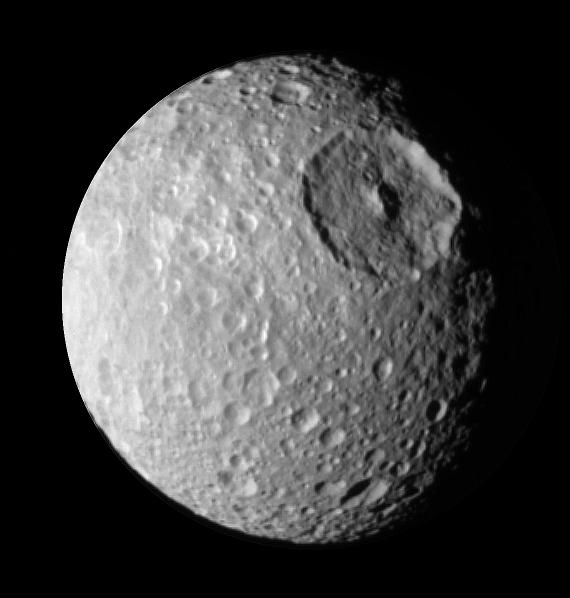
الحفرة هيرشيل على قمر زحل، ميماس
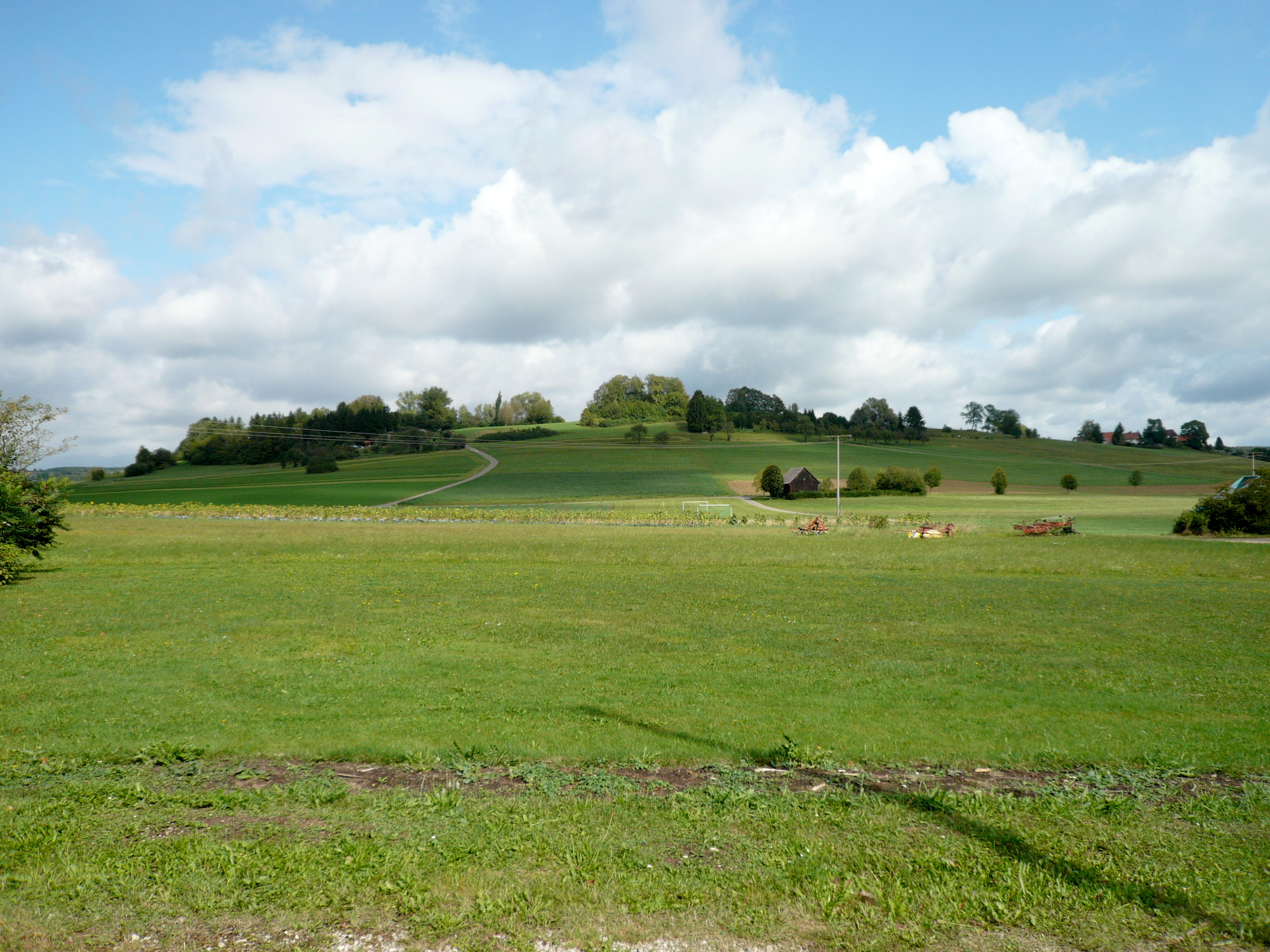
التل المركزي في الحفرة النيزكية لحوض شتاينهايم